# Odilo de Clúnia
Odilo de Cluny, O.S.B., (em latim: Odilo Cluniacensis) foi o quinto abade da Abadia beneditina de Cluny e permaneceu no posto por 54 anos.

## Biografia
Odilo era descendente da nobreza de Auvergne e entrou para o clero no seminário de São Juliano em Brioude. Em 991, entrou para Cluny e, antes do final de seu ano probatório, foi feito coadjutor do abade Mayeul.
Pouco antes da morte dele (994), Odilo foi nomeado abade e recebeu as ordens sagradas. O rápido desenvolvimento do mosteiro sob sua direção se deu principalmente por sua gentileza e clareza, sua propensão ao trabalho e capacidade de organização. Odilo era um homem de oração e penitência, zeloso na observância do Ofício Divino e do espírito monástico. Ele encorajava o estudo em seus mosteiros e pediu ao monge Radolfo Glaber que escrevesse uma história de sua época. Odilo mandou erigir um magnífico edifício para abrigar o mosteiro e reformou outros mosteiros beneditinos. No reinado de Afonso VI, a ordem se espalhou para o Reino de Castela
Em Cluny, a "Regra de São Bento" foi substituída por outra local, chamada "Regra de Isidoro". Ao tornar dependentes os mosteiros reformados ou recém-fundados em Castela, Odilo preparou o caminho para a futura união dos mosteiros, que Hugo criou para manter a ordem e a disciplina. O número de mosteiros cresceu de trinta e sete para sessenta e cinco, dos quais cinco eram novos e vinte e três seguiram o movimento reformista. Alguns dos mosteiros reformados por Cluny acabaram reformando em seguida sua abadia; assim, a Abadia de São Vannes, na Lorena, acabou reformando depois muitos outros mosteiros na região da fronteira franco-alemã.
Pelos bons serviços prestados à ordem durante a reforma, Odilo foi chamado por Fulberto de Chartres, o "arcanjo dos monges", e, através de suas boas relações com papas, monarcas e bispos da época, o monasticismo de Cluny passou a ser promovido. Odilo viajou nove vezes para Itália e participou de diversos sínodos lá. João XIX e Bento IX ofereceram-lhe a arquidiocese de Lyon, mas ele recusou. A partir de 998, Odilo ganhou também influência sobre o imperador Otão III e já era amigo de Henrique II quando ele, por motivos políticos, buscou reduzir a independência espiritual dos mosteiros germânicos. Porém, a reforma de Cluny jamais teve grande sucesso na Alemanha, pois ali os monges eram mais inclinados ao individualismo. Em 1046, Odilo esteve presente à coroação de Henrique III em Roma. O rei Roberto II da França se aliou à reforma nesta época.
Odilo e seus confrades se interessaram pela reforma da Igreja que se iniciou na época. Não seguiam um programa político-eclesiástico específico, mas dirigiram seus ataques principalmente contra ofensas individuais como a simonia, casamento do clero e o casamento não-canônico dos leigos. A Santa Sé dependia na época dos religiosos de Cluny para conseguir se levantar de uma posição humilhante que se encontrava e se reformar (vide Saeculum obscurum). 
Odilo morreu durante uma visita ao Priorado de Souvigny no final de 1048 ou início de 1049.

## Obras
A conclusão da Paz de Deus (Treuga Dei), para a qual Odilo vinha trabalhando desde 1041, teve grande importância econômica. Durante as grandes fomes da época (principalmente entre 1028 e 1033), Odilo manteve-se ativo nas obras de caridade e salvou milhares da morte.
Foi Odilo quem criou o feriado de Dia de Todas as Almas, atualmente Dia dos Finados e Dia dos Mortos (em 2 de novembro) para ser celebrado em Cluny e em todos os mosteiros da ordem (provavelmente não em 998, mas depois de 1030) e a festa logo passou a ser celebrada por todo o cristianismo ocidental.
De seus escritos, restaram apenas alguns mais breves e menos importantes: uma Vita da imperatriz Santa Adelaide, de quem era próximo; uma curta biografia de seu antecessor, Mayeul; sermões sobre algumas festas do ano litúrgico; alguns hinos e orações; umas poucas cartas de sua extensiva correspondência.

## Devoção
Odilo foi enterrado no Priorado de Souvigny, onde morreu, e rapidamente passou a ser venerado como santo. Em 1063, Pedro Damião assumiu o processo de canonização e escreveu uma breve biografia sobre ele, baseada no trabalho de Jotsaldo, um dos monges de Odilo que o acompanhava em suas viagens.
Em 1793, as relíquias de Odilo e de Mayeul foram queimadas por revolucionários franceses.

## Atribuição
- "St. Odilo" na edição de 1913 da Enciclopédia Católica (em inglês).  Em domínio público.